# اینچیسا ساپاچینو
اینچیسا ساپاچینو (به ایتالیایی: Incisa Scapaccino) یک کومونه در ایتالیا است که در استان آسته واقع شده‌است.

## خصوصیات
اینچیسا ساپاچینو ۲۰٫۹ کیلومترمربع مساحت و ۲٬۲۶۹ نفر جمعیت دارد و ۱۳۱ متر بالاتر از سطح دریا واقع شده‌است.